# Wallaceodendron celebicum
Wallaceodendron celebicum är en ärtväxtart som beskrevs av Sijfert Hendrik Koorders. Wallaceodendron celebicum ingår i släktet Wallaceodendron och familjen ärtväxter. Inga underarter finns listade i Catalogue of Life.

## Bildgalleri

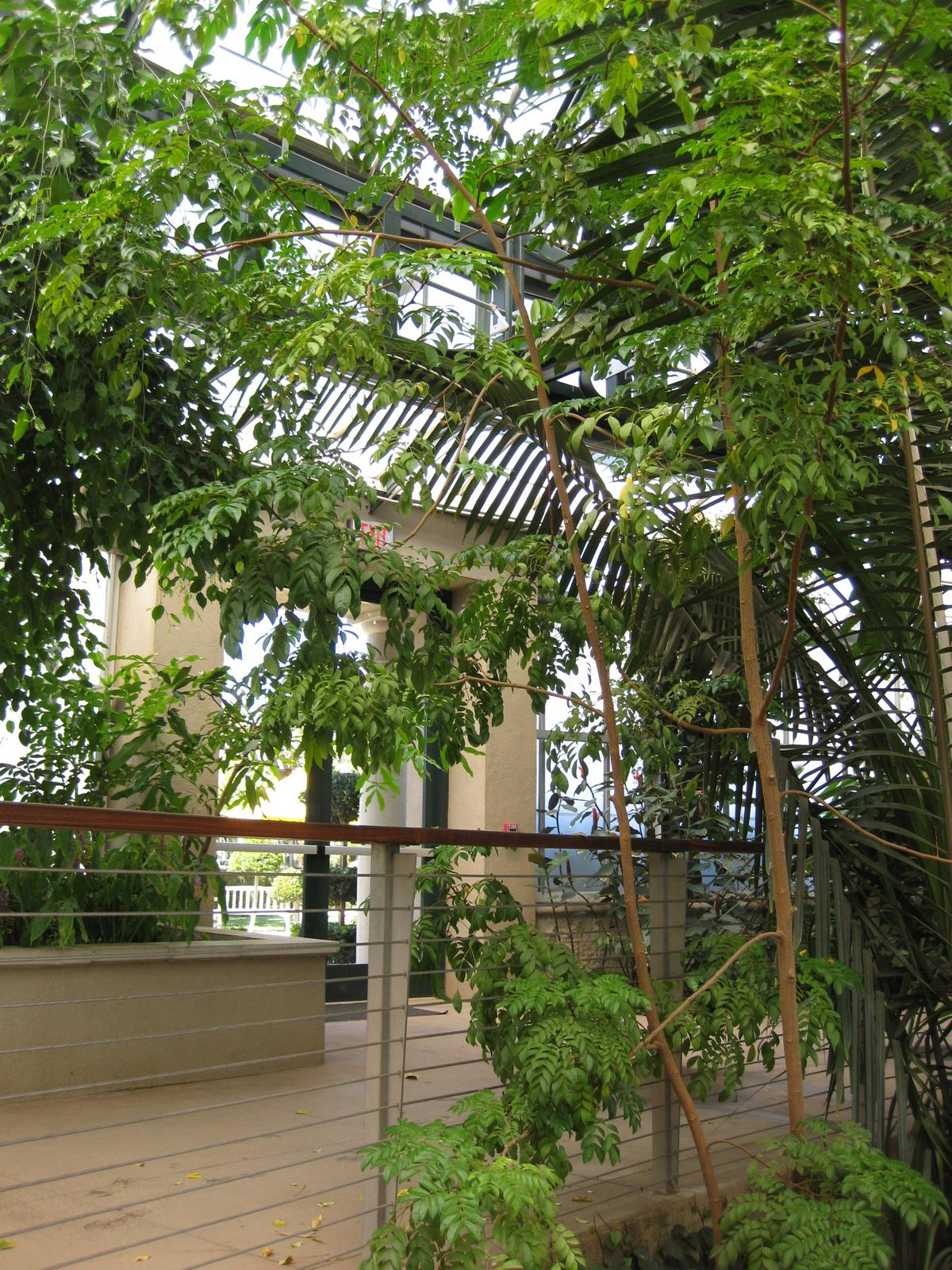
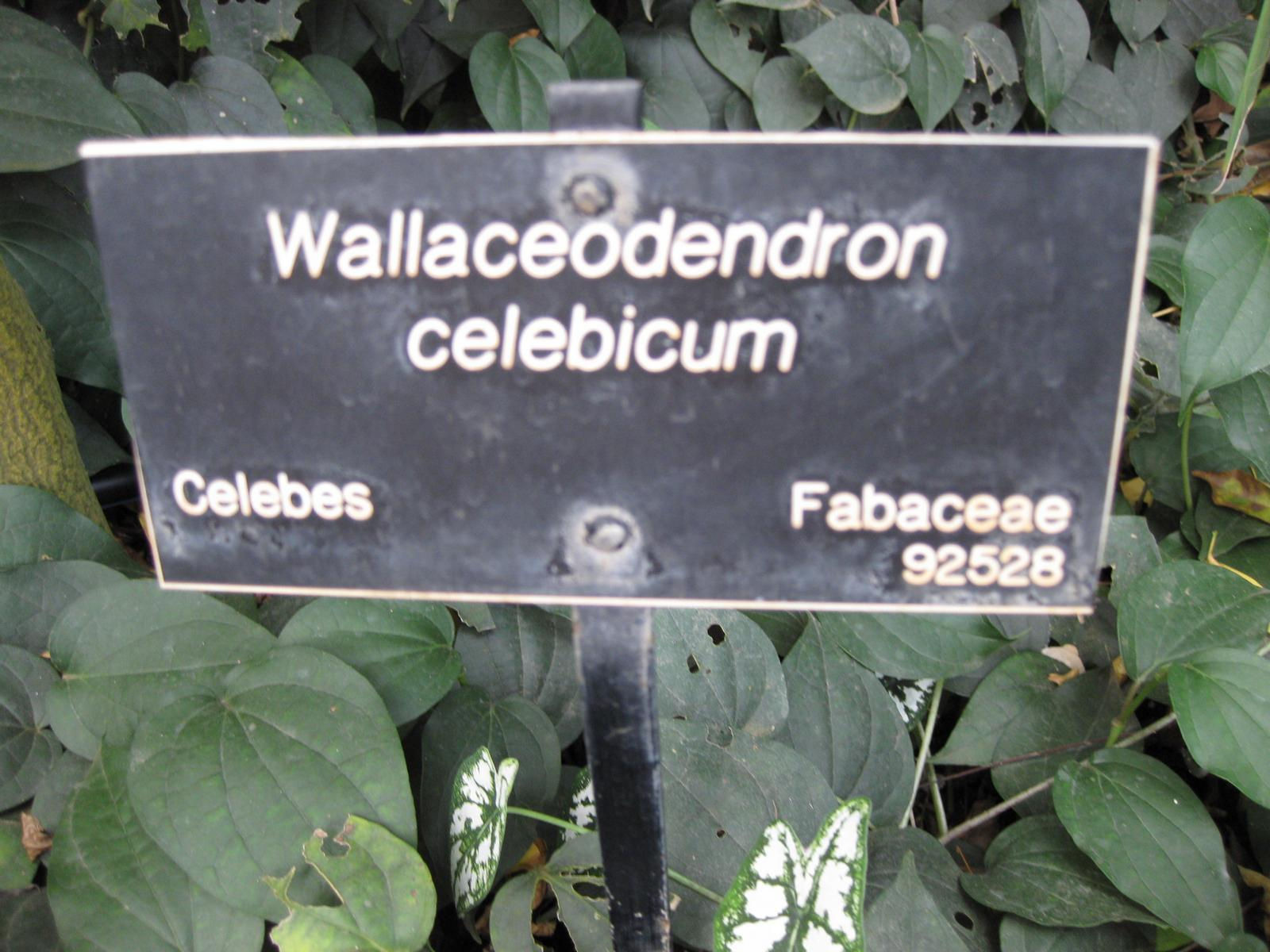